# Cronartium comptoniae
Cronartium comptoniae är en svampart som beskrevs av Arthur 1906. Cronartium comptoniae ingår i släktet Cronartium och familjen Cronartiaceae.   Inga underarter finns listade i Catalogue of Life.